# 小行星17211
小行星17211（17211 Brianfisher）是一颗绕太阳运转的小行星，为主小行星带小行星。该小行星于2000年1月7日发现。

## 轨道参数
小行星17211的轨道半长轴为2.4170031 UA，离心率为0.090。